# Slag bij Volturnus
De Slag bij Volturnus vond plaats in 554 aan de rivier de Volturno (Rocchetta a Volturno) tussen het Byzantijnse leger onder leiding van generaal Narses en een leger bestaande uit Franken en Alemannen. De slag werd door de Byzantijnen gewonnen en was een onderdeel van de Gotische Oorlog.

## Achtergrond
De Merovingen die goed op de hoogte waren van de beroeringen die Italië had getroffen sinds de dood van Theodorik de Grote hadden zelf grootse plannen om hun veroveringen daar voort te zetten. In 539 was er al een Frankisch leger Italië binnen getrokken om keizer Justinianus te steunen. Maar dit leger had zich niet met de strijd tussen Byzantijnen en Ostrogoten bemoeid en haar aanwezigheid beperkt tot het houden van plunderingen.
In 553 werd Theudebald met een groot expeditieleger bestaande uit Franken en Allemannen naar Italië gezonden. Narsis bleef kalm toezien hoe deze troepen diep in Italië doordrongen en talloze gruwelen pleegden. In Gallië ging het gerucht dat Narses door de Franken was overwonnen. Het Frankische leger deelde zich in tweeën op. Een deel van dit leger, geleid door Luthari brak door tot in Calabrië en daarna in Venetië. Tot een veldslag kwam het niet. Er brak een besmettelijke ziekte uit onder de Franken en het grootste deel van het leger is daaraan bezweken.

## De veldslag
Het andere deel onder aanvoering van Buccelin, drong door tot aan Reggio, tegenover Sicilië en keerde daarna terug. Bij Casilinum, dicht bij Capua, werd hij door Narses ingehaald. Op het hetzelfde punt waar zeven eeuwen daarvoor, in 215 v.Chr., Hannibal zijn grootste overwinning had behaald op de Romeinen, werd het leger van de Franken en Alemannen vernietigd. De aanvoerder van de Franken Buccelin sneuvelde in de strijd.